# Winfrid Eisenberg
Winfrid Eisenberg (* 13. Februar 1937 in Hanau, Hessen) ist ein deutscher Pädiater (Kinderarzt). Er war von 1984 bis 2002 Chefarzt der Kinderklinik des Klinikums Herford und ist ein Friedens- und Umweltaktivist.

## Leben

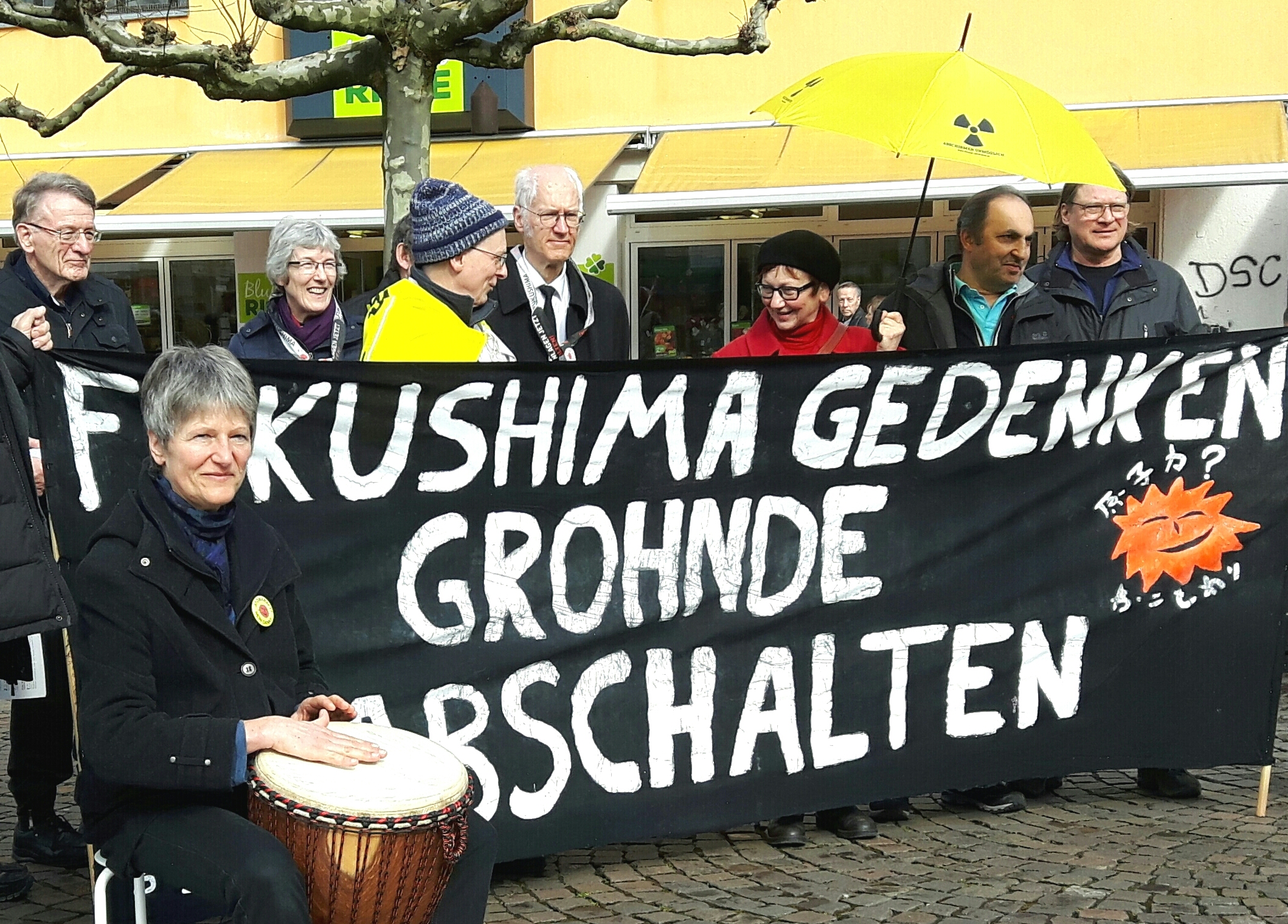
Winfrid Eisenberg (oben links) bei der Fukushima-Mahnwache 2018 in Herford

Eisenberg wuchs im hessischen Hanau auf. Nach dem Medizinstudium ging er für dreieinhalb Jahre mit seiner Familie an ein entlegenes Krankenhaus in Tansania.
Diese Zeit hat ihn geprägt. Wieder in Deutschland, beendete er seine Facharztausbildung als Pädiater in Bethel. 1974 ging er als Oberarzt in die Kinderklinik Herford. Dort baute er die Abteilung für Frühgeborene auf und erwarb sich rasch fachliche Anerkennung. 1984 wurde er Chefarzt der Kinderklinik. Gleichzeitig engagierte sich Eisenberg politisch zuerst in der Friedensbewegung und später auch in der Anti-Atomkraftbewegung. Seit 1981 ist er Mitglied der IPPNW, zeitweise auch im Vorstand. Des Weiteren ist er in der Friedens- und Flüchtlingsbegleitergruppe Herford aktiv. Zudem war er Mitinitiator bei der Gründung der Friedensfördernden Energiegenossenschaft Herford nach der Nuklearkatastrophe von Fukushima. Eisenberg verfasste zahlreiche Gutachten für die IPPNW – u. a. über die negativen Auswirkungen der Strahlenbelastung in der Umgebung von Atomkraftwerken, besonders für Kinder. Seine Gutachten über die fehlerhafte Verwendung von Röntgenaufnahmen zur Altersschätzung von unbegleiteten minderjährigen Flüchtlingen (UMF) fanden bundesweit Beachtung.

## Aktionen
Im Juli 1986 besetzte Winfrid Eisenberg zusammen mit Bärbel Schröder, Karsten Otte, Hermann Wiesing, Sigurd Elert und Eric Bachman den Kühlturm des Kernkraftwerks Hamm-Uentrop. Gegen Winfrid Eisenberg wurde wegen der Besetzung zunächst ein Disziplinarverfahren eingeleitet, später aber eingestellt.

## Ehrungen
Winfrid Eisenberg wurde 2004 mit dem Heiko-Ploeger-Preis für Zivilcourage der Stadt Herford ausgezeichnet.